# Cerfontaine (Belgien)
Cerfontaine ist eine Gemeinde in der Provinz Namur im wallonischen Teil Belgiens.
Sie besteht aus den Ortsteilen Cerfontaine, Daussois, Senzeilles, Silenrieux, Soumoy und Villers-Deux-Églises.

## Töchter und Söhne der Gemeinde
- Simonne Lehouck-Gerbehaye (1899–1987), Unternehmerin, Politikerin und Widerständlerin, geboren in Senzeilles

## Galerie

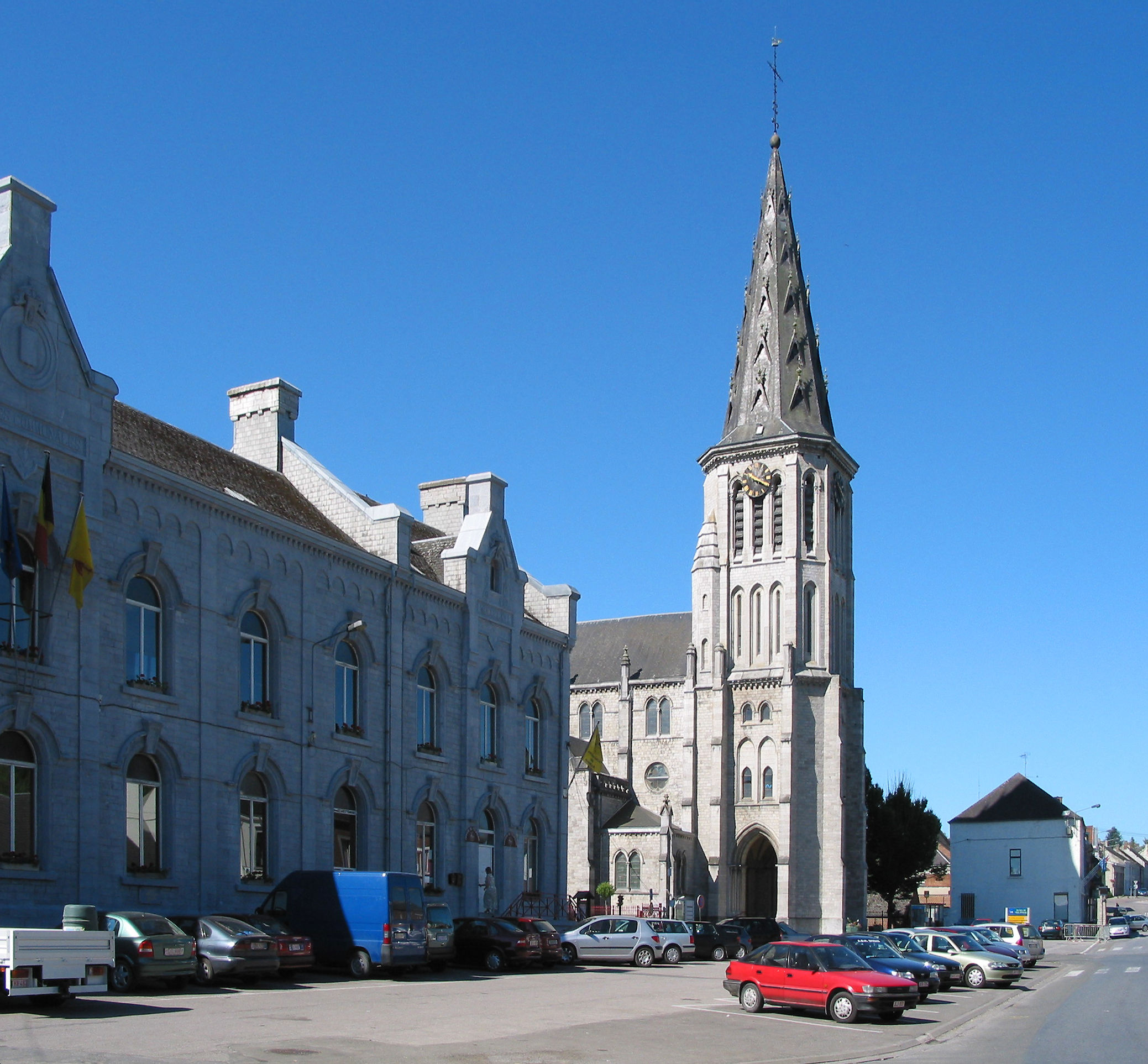
Kirche Saint-Lambert
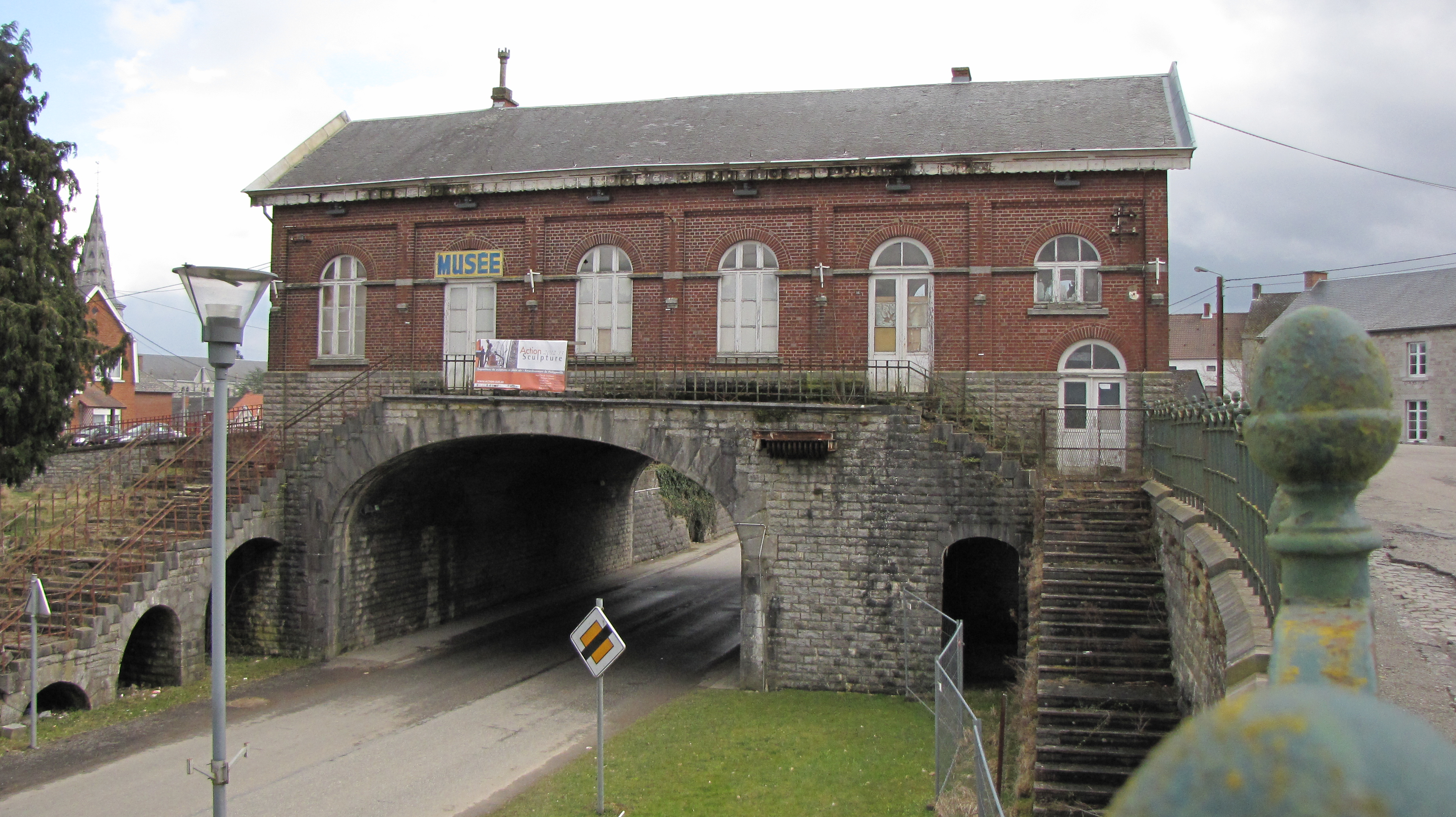
Ehemaliger Reiterbahnhof von Cerfontaine
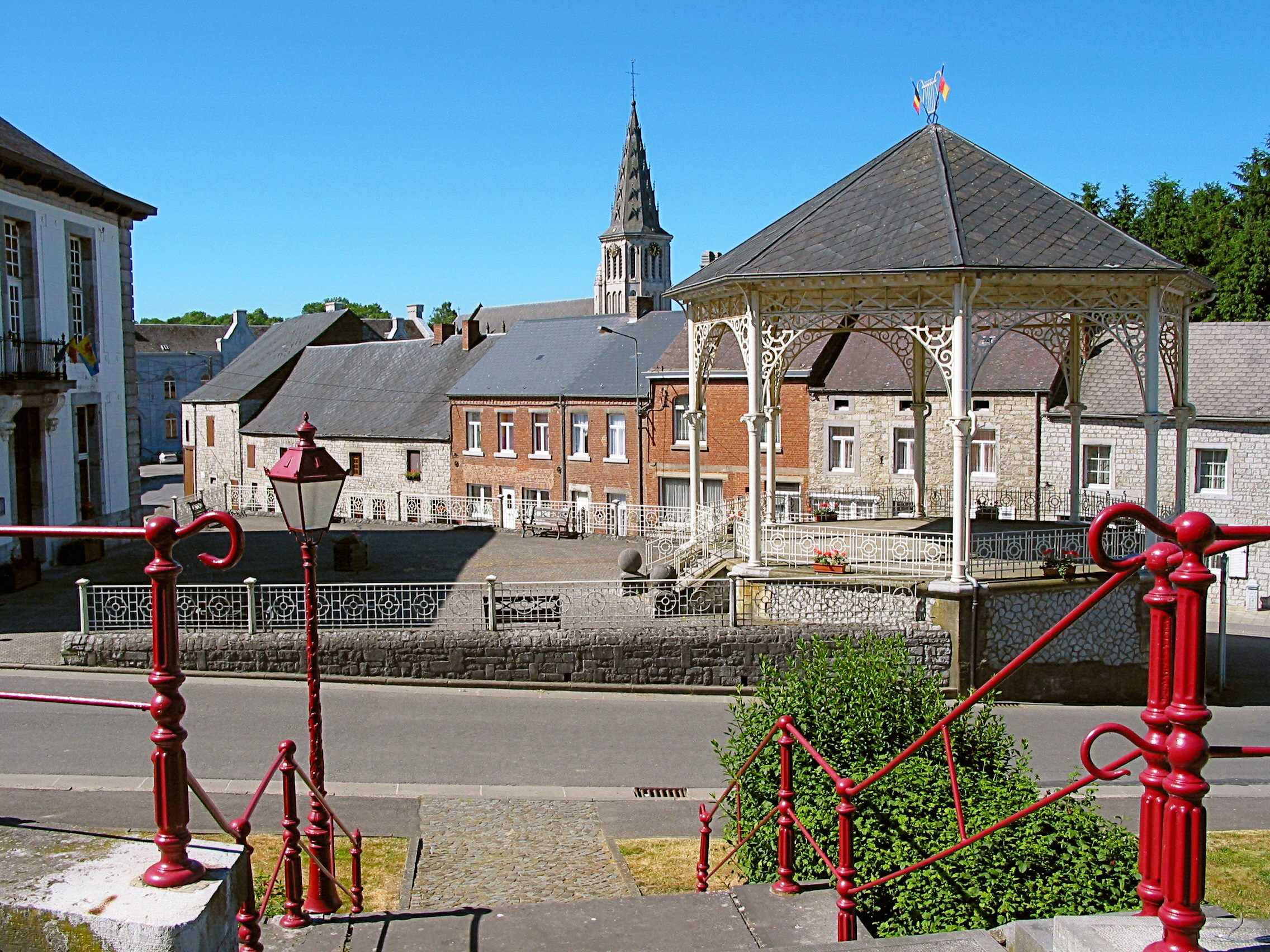
Rue du Moulin, der Musikpavillon und der Kirchturm im Hintergrund